# 豊ノ海真二
豊ノ海 真二（とよのうみ しんじ、1965年9月22日 - 2021年11月20日）は、福岡県豊前市大字松江出身で、二子山部屋と藤島部屋に所属した大相撲力士。本名は濱田 真二（はまだ しんじ）。最高位は西前頭筆頭（1992年9月場所）。現役時代の体格は190cm、225kg（最重量時は228kgで歴代10位、タイは春日山部屋に所属していた萬華城）で、藤島部屋・二子山部屋一の巨漢だった。得意手は左四つ、寄り、閂。
新十両昇進時から1990年7月場所までは、貴ノ浜真二の四股名であったが、翌9月場所より「豊ノ海真二（豊前の海に因む）」に改名した。

## 来歴・人物
漁業を営む家庭に生まれた。家族の仕事柄上普段から魚を食べて育ち、太い骨格と丈夫な内臓を養った。
小学校時代、地元の豊前市で行われていた巡業で当時大関だった貴ノ花に会い、二子山部屋への入門を約束した。
地元の椎田中学校を卒業後、約束通り上京して同部屋へ入門し、1981年3月場所で初土俵を踏んだ。入門時の体重は120kgから130kgであり、弟弟子の貴闘力忠茂が入門した頃には150kgから160kgに増えていた。
豊ノ海を含めて、初土俵の同期からは後の小結・大善や関脇・栃司（幕下付出）など14人の関取が誕生している。
当初の四股名は、本名と同じ「濱田」であった。なお、改名後の「貴ノ浜」は、「貴ノ花」と本名の新字体である「浜田」に由来している。
入門当初は腕立て伏せが1回もできず、相撲も同期生の中で一番弱かったため、いじめやシゴキの対象となった。親方からも毎日竹刀で叩かれながら稽古に励んでいる内に、自分をいじめていた力士を稽古場で負かすことができるようになり、それで自信が付いて強くなった。
その後、部屋付きの藤島親方（元大関・貴ノ花）の独立に伴って、1982年3月より藤島部屋に移籍。
序ノ口に付いて以来、順調に出世し、1987年9月場所で十両へ昇進。1988年11月場所に於いて、新入幕を果たした。これにより、佐賀昇と共に昭和最後の新入幕力士となった。前頭上位で奮闘した時期もあり、大関・霧島や曙らに勝利したこともある。
1993年2月には、師匠・藤島が実兄で停年間近の二子山親方（元横綱・若乃花）と名跡を交換し、藤島親方が二子山親方として二子山部屋を継承することに伴い再び二子山部屋へと移籍した。
現役時には三役への昇進は果たせず、三賞も受賞できなかった。中でも平成4年9月場所、霧島、曙の2大関を破り前半、5勝3敗と好調で三役昇進の可能性もあったが後半、7連敗を喫し5勝10敗と大きく負け越し、これが自己最高位となる。
引退後は、年寄・山響を襲名して二子山部屋付きの親方となったが、2002年6月に日本相撲協会を退職した。
それまで料理の経験は特になかったが退職後は料理人の道へと進み、2008年2月14日に東京都新宿区歌舞伎町に自身が経営する串焼き店「二丁目のバンデラ」を開店した。弟弟子の若乃花のちゃんこ屋を手伝っていた時期、うどん屋に勤務していた時期もあった。
2021年11月20日に死去していたことが分かった。56歳没。11月27日に通夜が行われた。
また、藤島部屋→二子山部屋時代の弟弟子だった貴闘力は自身のYouTubeチャンネルにて、死因が膵臓がんで見つかった時点では既に末期で手遅れの状態だったと述べている。

## 人物
社交性が無く人見知りする性格であったといい、後援会員との会食にもあまり付き合わず1人でパチンコを打つのが趣味であった。愛嬌を振り撒けるタイプではなかったため後援会員があまり周囲に集まらなかった。貴闘力は「おべんちゃらが使えるような人間だったら親方をずっとやっている」と日本相撲協会在籍時代のその不器用さを評した。ところが協会退職後にうどん屋で働いていた時には、久しぶりに豊ノ海に会いに来た貴闘力に笑顔を浮かべながら「たまにはみんなを連れて遊びに来てよ!」と声をかけ、現役時代の面影の無い人付き合いの上手さに貴闘力は驚いていた。
師匠の二子山は弟弟子の貴闘力に「お前と濱田はオレの部屋じゃなかったら関取になってねぇ!」と才能の無さを指摘していたという。
子供はいなかったが夫人との仲は円満で、豊ノ海の後半生は充実していたとされる。
温厚な性格であったが体重の話題になるとムキになる一面があった。1998年5月場所の体重測定で1位が須佐の湖の240kg、2位が曙の227kg、3位が豊ノ海の225kgであった際に、記者が「食事後などは、曙より体重が重い時があるのでは?」と冗談っぽく水を向けると、真剣な顔で「向こうも食事をするから一緒だよ」と否定した。

## 取り口
200kgを超えるほどの巨体を利した相撲だったが完全に脇が甘く、相手に二本差された後から腕を極めて出る取り口が目立った。
一方、貴闘力は太い骨格と丈夫な内臓のおかげで体重の割に動きは良かったと解説している。
稽古場では弱いが本場所では強い、所謂「場所相撲」の力士であり、幕下時代の貴闘力は当時幕内であった豊ノ海を稽古場であっさり負かしていた。部屋の力士たちは下積み時代に豊ノ海との稽古で自信を付け、貴闘力はこの事から「感謝しかない」と語っている。
序ノ口に付いてから引退するまで、一度も休まず、「1316番連続出場」の記録を残している。

## 主な戦績
- 通算成績：655勝661敗 勝率.498
- 幕内成績：209勝241敗 勝率.464
- 現役在位：108場所
- 幕内在位：30場所
- 連続出場：1316番（1981年5月場所 - 1999年3月場所（大相撲史上9位、序ノ口に付いてから休場なしで最終場所の千秋楽まで務めた力士としては史上1位））
- 各段優勝
  - 十両優勝：2回（1988年9月場所、1992年1月場所＝同じ場所で、同部屋の貴花田が幕内最高優勝）
  - 幕下優勝：1回（1986年5月場所）

## 場所別成績
| | 一月場所 初場所（東京） | 三月場所 春場所（大阪） | 五月場所 夏場所（東京） | 七月場所 名古屋場所（愛知） | 九月場所 秋場所（東京） | 十一月場所 九州場所（福岡） |
| --- | ----------------------- | ----------------------- | ----------------------- | --------------------------- | ----------------------- | --------------------------- |
| 1981年 （昭和56年） | x                       | （前相撲）              | 東序ノ口31枚目 2–5      | 東序ノ口11枚目 4–3          | 西序二段131枚目 3–4     | 西序二段138枚目 6–1         |
| 1982年 （昭和57年） | 西序二段71枚目 1–6      | 西序二段107枚目 4–3     | 東序二段90枚目 6–1      | 東序二段21枚目 2–5          | 西序二段49枚目 4–3      | 東序二段27枚目 5–2          |
| 1983年 （昭和58年） | 西三段目79枚目 4–3      | 東三段目62枚目 3–4      | 東三段目76枚目 5–2      | 東三段目45枚目 3–4          | 東三段目62枚目 3–4      | 西三段目79枚目 5–2          |
| 1984年 （昭和59年） | 東三段目45枚目 5–2      | 東三段目14枚目 3–4      | 西三段目29枚目 4–3      | 東三段目13枚目 4–3          | 西三段目筆頭 3–4        | 西三段目14枚目 5–2          |
| 1985年 （昭和60年） | 西幕下45枚目 4–3        | 東幕下32枚目 4–3        | 西幕下20枚目 4–3        | 西幕下14枚目 2–5            | 西幕下30枚目 2–5        | 東幕下56枚目 5–2            |
| 1986年 （昭和61年） | 西幕下34枚目 2–5        | 西幕下58枚目 5–2        | 東幕下36枚目 優勝 7–0   | 東幕下3枚目 3–4             | 東幕下7枚目 4–3         | 西幕下3枚目 3–4             |
| 1987年 （昭和62年） | 東幕下6枚目 4–3         | 東幕下3枚目 4–3         | 西幕下筆頭 4–3          | 東幕下筆頭 4–3              | 西十両12枚目 7–8        | 東十両13枚目 11–4           |
| 1988年 （昭和63年） | 東十両6枚目 8–7         | 西十両3枚目 8–7         | 東十両2枚目 8–7         | 西十両筆頭 6–9              | 東十両5枚目 優勝 11–4   | 西前頭13枚目 7–8            |
| 1989年 （平成元年） | 東前頭14枚目 9–6        | 東前頭8枚目 5–10        | 東前頭13枚目 4–11       | 東十両5枚目 11–4            | 西前頭14枚目 9–6        | 東前頭8枚目 6–9             |
| 1990年 （平成2年） | 東前頭11枚目 7–8        | 西前頭13枚目 7–8        | 西前頭13枚目 8–7        | 東前頭10枚目 9–6            | 西前頭3枚目 3–12        | 東前頭13枚目 6–9            |
| 1991年 （平成3年） | 西十両3枚目 10–5        | 東前頭15枚目 10–5       | 東前頭8枚目 6–9         | 西前頭12枚目 6–9            | 東前頭14枚目 7–8        | 西前頭15枚目 7–8            |
| 1992年 （平成4年） | 東十両2枚目 優勝 12–3   | 西前頭10枚目 9–6        | 西前頭5枚目 8–7         | 西前頭4枚目 8–7             | 西前頭筆頭 5–10         | 東前頭7枚目 9–6             |
| 1993年 （平成5年） | 西前頭4枚目 7–8         | 西前頭6枚目 8–7         | 西前頭3枚目 5–10        | 東前頭9枚目 7–8             | 西前頭11枚目 7–8        | 西前頭14枚目 8–7            |
| 1994年 （平成6年） | 西前頭11枚目 6–9        | 西前頭14枚目 6–9        | 東十両筆頭 7–8          | 東十両3枚目 4–11            | 西十両11枚目 8–7        | 東十両8枚目 8–7             |
| 1995年 （平成7年） | 東十両7枚目 8–7         | 東十両6枚目 9–6         | 東十両2枚目 9–6         | 西十両筆頭 5–10             | 西十両5枚目 8–7         | 西十両3枚目 6–9             |
| 1996年 （平成8年） | 西十両5枚目 6–9         | 東十両11枚目 9–6        | 西十両6枚目 9–6         | 東十両2枚目 3–12            | 東十両11枚目 9–6        | 東十両6枚目 5–10            |
| 1997年 （平成9年） | 東十両11枚目 8–7        | 東十両8枚目 6–9         | 東十両11枚目 9–6        | 西十両6枚目 6–9             | 西十両9枚目 8–7         | 西十両5枚目 8–7             |
| 1998年 （平成10年） | 西十両3枚目 5–10        | 東十両8枚目 6–9         | 西十両10枚目 9–6        | 西十両5枚目 8–7             | 西十両3枚目 6–9         | 東十両8枚目 8–7             |
| 1999年 （平成11年） | 西十両6枚目 7–8         | 東十両8枚目 引退 2–13–0 | x                       | x                           | x                       | x                           |
| 各欄の数字は、「勝ち-負け-休場」を示す。 優勝 引退 休場 十両 幕下 三賞：敢=敢闘賞、殊=殊勲賞、技=技能賞 その他：★=金星 番付階級：幕内 - 十両 - 幕下 - 三段目 - 序二段 - 序ノ口 幕内序列：横綱 - 大関 - 関脇 - 小結 - 前頭（「#数字」は各位内の序列） |                         |                         |                         |                             |                         |                             |

### 幕内対戦成績
| 力士名   | 勝数 | 負数 | 力士名 | 勝数 | 負数 | 力士名   | 勝数 | 負数 | 力士名   | 勝数 | 負数 |
| -------- | ---- | ---- | ------ | ---- | ---- | -------- | ---- | ---- | -------- | ---- | ---- |
| 蒼樹山   | 1    | 1    | 曙     | 1    | 3    | 朝乃若   | 1    | 0    | 旭里     | 1    | 0    |
| 旭富士   | 0    | 1    | 板井   | 7    | 0    | 恵那櫻   | 7    | 6    | 巨砲     | 5    | 1    |
| 大若松   | 0    | 2    | 小城錦 | 1    | 2    | 小城ノ花 | 4    | 8    | 魁皇     | 1    | 1    |
| 春日富士 | 7    | 7    | 北勝鬨 | 2    | 4    | 騏ノ嵐   | 1    | 1    | 旭豪山   | 2    | 1    |
| 旭道山   | 9    | 7    | 鬼雷砲 | 3    | 8    | 霧島     | 3    | 5    | 起利錦   | 5    | 4    |
| 久島海   | 3    | 4    | 剣晃   | 1    | 4    | 高望山   | 1    | 4    | 琴稲妻   | 8    | 7    |
| 琴ヶ梅   | 6    | 3    | 琴椿   | 3    | 3    | 琴錦     | 1    | 7    | 琴ノ若   | 2    | 10   |
| 琴富士   | 6    | 13   | 琴別府 | 1    | 5    | 小錦     | 3    | 5    | 佐賀昇   | 0    | 1    |
| 逆鉾     | 4    | 1    | 薩洲洋 | 3    | 0    | 陣岳     | 2    | 6    | 太寿山   | 5    | 2    |
| 大翔鳳   | 5    | 2    | 大翔山 | 8    | 2    | 大善     | 2    | 1    | 孝乃富士 | 2    | 5    |
| 貴ノ嶺   | 1    | 0    | 隆三杉 | 3    | 10   | 多賀竜   | 2    | 4    | 立洸     | 2    | 0    |
| 玉海力   | 3    | 1    | 玉龍   | 1    | 1    | 寺尾     | 4    | 4    | 時津洋   | 5    | 4    |
| 栃司     | 3    | 1    | 栃乃藤 | 1    | 1    | 栃乃和歌 | 1    | 2    | 巴富士   | 4    | 2    |
| 智ノ花   | 0    | 2    | 花乃湖 | 0    | 1    | 花ノ国   | 2    | 5    | 濱ノ嶋   | 0    | 2    |
| 肥後ノ海 | 3    | 2    | 日立龍 | 1    | 0    | 富士乃真 | 1    | 1    | 鳳凰     | 1    | 1    |
| 北勝海   | 0    | 1    | 舞の海 | 5    | 5    | 益荒雄   | 0    | 1    | 三杉里   | 7    | 5    |
| 水戸泉   | 4    | 5    | 湊富士 | 1    | 1    | 武蔵丸   | 0    | 3    | 龍興山   | 0    | 1    |
| 両国     | 3    | 7    | 若翔洋 | 3    | 1    | 若瀬川   | 2    | 9    | 和歌乃山 | 1    | 1    |

## 改名歴
- 濱田 真二（はまだ しんじ）1981年3月場所 - 1981年7月場所
- 浜田 真二（はまだ - ）1981年9月場所 - 1982年3月場所
- 貴ノ浜 真二（たかのはま - ）1982年5月場所 - 1985年3月場所
- 貴乃濱 真二（たかのはま - ）1985年5月場所 - 1985年9月場所
- 貴ノ浜 真二（たかのはま - ）1985年11月場所 - 1990年7月場所
- 豊ノ海 真二（とよのうみ - ）1990年9月場所 - 1999年3月場所

## 年寄遍歴
- 山響 真二（やまひびき しんじ）1999年3月 - 2002年6月